# Tanjungmulya (Panumbangan)
Tanjungmulya is een bestuurslaag in het regentschap Ciamis van de provincie West-Java, Indonesië. Tanjungmulya telt 4419 inwoners (volkstelling 2010).